# Cook Islands Round Cup
Der Cook Islands Round Cup ist die höchste Fußballliga der Cook Islands Football Association. 

## Geschichte
Die Liga, an der sieben Mannschaften teilnehmen, wird seit 1971 ausgetragen. Rekordmeister ist der Tupapa Maraerenga FC mit insgesamt 19 Erfolgen. Diese Liga, sowie die zweite Liga, wird nur auf der Hauptinsel Rarotonga ausgetragen. Für die anderen Inseln, die teils mehr als 1.000 Kilometer voneinander entfernt sind, gibt es eigene, kleinere Ligen. Der Meister des Round Cups qualifiziert sich für die Vorrunde zur OFC Champions League.

## Bisherige Meister
| - 1971: Titikaveka FC - 1972: Titikaveka FC - 1973: Titikaveka FC - 1974: Titikaveka FC - 1975: Titikaveka FC - 1976: Titikaveka FC - 1977: Titikaveka FC - 1978: Titikaveka FC - 1979: Titikaveka FC - 1980: Avatiu FC - 1981: Titikaveka FC - 1982: Titikaveka FC - 1983: Titikaveka FC - 1984: Titikaveka FC - 1985: Arorangi FC - 1986: unbekannt - 1987: Arorangi FC - 1988: unbekannt - 1989: unbekannt - 1990: unbekannt - 1991: Avatiu FC | - 1992: Tupapa Maraerenga FC - 1993: Tupapa Maraerenga FC - 1994: Avatiu FC - 1995: PTC Coconuts - 1996: Avatiu FC - 1997: Avatiu FC - 1998: Tupapa Maraerenga FC - 1999: Avatiu FC - 2000: Sokattack Nikao - 2001: Tupapa Maraerenga FC - 2002: Tupapa Maraerenga FC - 2003: Tupapa Maraerenga FC - 2004: Sokattack Nikao - 2005: Sokattack Nikao - 2006: Sokattack Nikao - 2007: Tupapa Maraerenga FC - 2008: Nikao Sokattack - 2009: Nikao Sokattack - 2010: Tupapa Maraerenga FC - 2011: Tupapa Maraerenga FC - 2012: Tupapa Maraerenga FC | - 2013: Puaikura FC - 2014: Tupapa Maraerenga FC - 2015: Tupapa Maraerenga FC - 2016: Puaikura FC - 2017: Tupapa Maraerenga FC - 2018: Tupapa Maraerenga FC - 2019: Tupapa Maraerenga FC - 2020: Tupapa Maraerenga FC - 2021: Tupapa Maraerenga FC - 2022: Nikao Sokattack - 2023: Tupapa Maraerenga FC - 2024: Tupapa Maraerenga FC |

## Anzahl der Titel
| Rang | Verein                            | Meisterschaften |
| ---- | --------------------------------- | --------------- |
| 1    | Tupapa Maraerenga FC              | 19              |
| 2    | Titikaveka FC                     | 14              |
| 3    | Avatiu FC                         | 7               |
| 4    | Nikao Sokattak FC                 | 4               |
| 5    | Puaikura FC (ehemals Arorangi FC) | 4               |
| 6    | PTC Coconuts                      | 1               |

## 2. Liga

### Bisherige Gewinner
- 1985: Titikaveka FC
- 1986: Titikaveka FC
- 1987–1996: unbekannt
- 1997: Air Raro
- 1998/99: Titikaveka FC
- 2000: Takuvaine FC
- 2001–03: unbekannt
- 2004: Takuvaine FC
- 2005: Takuvaine FC
- 2006: Takuvaine FC
- seit 2007: unbekannt (noch existent?)[1]